# Gunnerales
Classification APG III (2009)
Ordre
Gunnerales Takht. ex Reveal (1992) est un ordre de plantes apparu avec la classification phylogénétique APG II (2003).
En classification phylogénétique APG III (2009), il comprend deux familles:
- ordre des Gunnerales:
  - famille des Gunneraceae
  - famille des Myrothamnaceae

En classification phylogénétique APG II (2003), il comprenait une à deux familles:
- ordre des Gunnerales:
  - famille des Gunneraceae
    - [+ famille des Myrothamnaceae]

N.B "[+ ...]" = famille optionnelle